# Abdoulaye Traoré
Abdoulaye Traoré, detto Ben Badi (Abidjan, 4 marzo 1967), è un ex calciatore ivoriano, di ruolo attaccante.

## Caratteristiche tecniche
Giocava come attaccante. Dimostrò una notevole abilità realizzativa, vincendo svariate volte il titolo di capocannoniere delle manifestazioni cui partecipò.

## Carriera

### Club
Cresciuto nello Stella Club Adjamé, nelle cui giovanili entra a tredici anni, a soli sedici venne promosso in prima squadra, e nel 1984 ottenne sia la convocazione in Nazionale sia il passaggio al più prestigioso ASEC Mimosas. Con il club della capitale ivoriana rimase una stagione, fino a quando, nel 1986, lo Sporting Braga di Humberto Coelho non lo chiamò per la Primeira Divisão portoghese. L'esperienza lusitana durò per quella sola annata, e si concluse con sei partite senza reti all'attivo. Lasciata la penisola iberica, scelse di accasarsi al Metz, in Francia, dove concluse la Division 1 1986-1987 al sesto posto. L'anno successivo fu il Sète ad assicurarsi le prestazioni dell'attaccante africano, che si trasferì così in Division 2. Altra stagione, altro cambio di maglia: Traoré divenne un giocatore del Tolone, tornando a far parte della massima divisione transalpina. Terminata anche la Division 1 1988-1989, l'Olympique Avignone acquistò Traoré, e l'attaccante africano disputò le ultime due stagioni in seconda serie con tale club. Nel 1990 "Ben Badi" fece ritorno in patria, all'ASEC Mimosas, e nei sei anni di permanenza vinse sei titoli nazionali consecutivi, ottenendo peraltro per due volte il risultato di miglior marcatore del torneo ivoriano (1992 e 1994). Dal 1995 al 1997 militò poi nel calcio saudita, terminandovi la carriera.

### Nazionale
Fu convocato per la prima volta in Nazionale da Otto Pfister, e presto divenne una presenza fissa: difatti, dal 1984 al 1996 Traoré fece parte della rosa della selezione del proprio Paese. La prima competizione internazionale cui partecipò fu la Coppa delle nazioni africane 1986, durante la quale mise anche a segno tre reti (a una di distanza dal miglior marcatore Roger Milla). La Costa d'Avorio giunse terza, battuta dal Camerun in semifinale. Partecipò anche a Marocco 1988, e sebbene avesse segnato un minor numero di reti rispetto alla precedente edizione, fu comunque il massimo realizzatore del torneo con due marcatore (insieme a Belloum, El-Hamid e Milla). Alla successiva edizione, Algeria 1990, Traoré fu in pianta stabile un titolare della propria formazione, guidata da Radivoje Ognjanović, ma stavolta non riuscì a passare il turno successivo. La Coppa delle nazioni africane 1992 fu un successo sia a livello personale che di squadra: la Costa d'Avorio difatti vinse il trofeo e Traoré fu sempre presente in ogni partita, prevalentemente nell'undici iniziale. In seguito alla conquista della Coppa del 1992, la Nazionale ivoriana si qualificò alla prima edizione della FIFA Confederations Cup, quella del 1992. La formazione di Yeo subì 9 reti in 2 partite; Traoré riuscì a marcare una rete contro gli Stati Uniti, quella del pareggio al sedicesimo minuto. Traoré fu presente in altre due edizioni della Coppa d'Africa, Coppa d'Africa 1994 e Coppa d'Africa 1996.

## Palmarès

### Club
- Campionato ivoriano: 6

ASEC Mimosas: 1990, 1991, 1992, 1993, 1994, 1995
- Coppa della Costa d'Avorio: 2

ASEC Mimosas: 1990, 1995

### Nazionale
- Coppa d'Africa: 1

Coppa d'Africa 1992

### Individuale
- Capocannoniere della Coppa delle Nazioni Africane: 1

Coppa d'Africa 1988 (2 gol)
- Capocannoniere del campionato ivoriano di calcio: 2

1992 (11 gol), 1994 (9 gol)